# سرية كعب بن عمير الغفاري الكناني
سرية كعب بن عمير الغفاري، إلى ذات أطلاح وهي من وراء وادي القرى في شهر ربيع الأول سنة 8 هـ.

## مجريات السرية
بعث النبي محمد كعب بن عمير الغفاري في 15 رجلاً، حتى انتهوا إلى «ذات أطلاح» من أرض الشام، فوجدوا جمعًا من جمعهم كثيرًا، فدعوهم إلى الإسلام، فلم يستجيبوا لهم، ورشقوهم بالنبل، فلما رأى المسلمون ذلك قاتلوهم أشد القتال حتى قُتل المسلمون جميعًا وأفلت منهم كعب بن عمير بعد أن ظنوا أنه قُتل، فلما برد عليه الليل تحامل حتى أتى النبي فأخبره الخبر، فشق ذلك عليه، وهمّ بالبعث إليهم فبلغه أنهم قد ساروا إلى موضع آخر فتركهم.